# Komitet Obrony Państwa
Komitet Obrony Państwa – organ doradczy Prezydenta RP istniejący w latach 1926–1936, ustanowiony w celu rozpatrywanie zagadnień dotyczących obrony Państwa i opracowanie wytycznych dla mobilizacyjnego zorganizowania sił Państwa.

## Powołanie Komitetu
Na podstawie rozporządzenia Prezydenta RP z 1926 r. o utworzeniu Komitetu Obrony Państwa ustanowiono Komitet.
Wykonanie rozporządzenia poruczono Prezesowi Rady Ministrów i Ministrowi Spraw Wojskowych.

## Zakres spraw Komitetu
W szczególności Komitet Obrony Państwa:
- opracowywał dla Rządu wnioski dotyczące ogólnego programu prac w zakresie przygotowania obrony Państw oraz projektów ustaw w sprawach dotyczących obrony Państwa;
- wydawał opinie w sprawach, które posiadały większą doniosłość dla obrony Państwa a należały do zakresu działania kilku ministrów i wymagały uzgadniania ich stanowisk.

## Skład Komitetu
W skład Komitetu Obrony Państwa wchodzili:
- Prezydent RP - jako przewodniczący Komitetu,
- Prezes Rady Ministrów -  jako zastępca przewodniczącego,
- Minister Spraw Wojskowych,
- Minister Spraw Wewnętrznych,
- Minister Spraw Zagranicznych,
- Minister Skarbu,
- Generalny Inspektor Sił Zbrojnych.

Generalny Inspektor Sił Zbrojnych był  z urzędu głównym referentem spraw rozpatrywanych przez Komitet Obrony Państwa i wydawał zarządzenia, co do prowadzenia aktów Komitetu.

## Zwoływanie Komitetu
Posiedzenia Komitetu Obrony Państwa zwoływał Prezydent Rzeczypospolitej według własnego uznania albo na wniosek Prezesa Rady Ministrów, Ministra Spraw Wojskowych lub Generalnego Inspektora Sił Zbrojnych.
Komitet Obrony Państwa nie mógł powziąć uchwały bez wysłuchania opinii Generalnego Inspektora Sił Zbrojnych. Jeżeli minister wchodzący w skład Komitetu Obrony Państwa nie zgłaszał sprzeciwu, uchwały Komitetu Obrony Państwa miały dla niego moc obowiązującą. Sprzeciw rozstrzygała Rada Ministrów.

## Zniesienie Komitetu
Na podstawie dekretu Prezydenta RP z 1936 r. o sprawowaniu zwierzchnictwa nad Siłami Zbrojnymi i organizacji naczelnych władz wojskowych w czasie pokoju zniesiono Komitet Obrony Państwa.